# Coutras
Coutras – miejscowość i gmina we Francji, w regionie Nowa Akwitania, w departamencie Żyronda.
Według danych na rok 1990 gminę zamieszkiwało 6689 osób, a gęstość zaludnienia wynosiła 199 osób/km² (wśród 2290 gmin Akwitanii Coutras plasuje się na 56. miejscu pod względem liczby ludności, natomiast pod względem powierzchni na miejscu 241.).